# Chumbinho
Marinaldo Cícero da Silva, dit Chumbinho, est un footballeur brésilien né le 21 septembre 1986.
Il est milieu offensif.

## Palmarès
- Championnat d'Azerbaïdjan : 2014, 2015 et 2016